# Наср ибн Али
Наср ибн Али (умер в 1012) — представитель династии Караханидов, удельный правитель государства в конце Х — начале XI века, завоеватель Мавераннахра.

## Биография

### Завоевание Мавераннахра
Завоевание Караханидами Мавераннахра связано с именем караханидского владетеля, брата верховного правителя государства Тоган-хана Ахмад ибн Али -  Насра ибн Али, который никогда не был ханом, а лишь позже стал илигом, т.е. одним из князей. В 994—995 годах он отвоевал у Саманидов Фергану и Худжанд. В 995 году захватил Илак. В качестве непосредственного владетеля области был оставлен, Мансур б. Ахмад, илакский дихкан, сидевший здесь еще при Харун Бугра-хане.
В 996 году Караханиды продвинулись дальше на запад, и при  посредничестве родоначальника тюркской династии Газневидов Себук-тегина, с Караханидами был заключен договор, согласно которому границей между саманидскими и караханидскими владениями стала Катванская степь к северо-востоку от Самарканда. 
Наср б. Али, вероятно, сыграл решающую роль в завоевании Шаша. Окончательное завоевание Мавераннахра осуществил он же. А до этого Наср б. Али  уже владел Ферганой, Худжандом, Шашем, Илаком и Усрушаной. Его новый поход был направлен против нового саманидского государя, Мансур ибн Нуха (997—999).
Тюркские военачальники Бегтузун и Фаик, низложили Мансура и в начале 999 года возвели на престол его брата Абд ал-Малика. Свержение вельможами государя лишний раз продемонстрировало полный упадок власти Саманидов. Этим не замедлил воспользоваться Наср б. Али и в октябре 999 года без сопротивления занял Бухару, схватил Абд ал-Малика и вместе с прочими членами династии отправил в Узген, свою столицу. Оставив в Самарканде и Бухаре своих наместников, Наср сам удалился в Узген.
К этому времени Наср занимал довольно высокое место и в официальной караханидской иерархии, став в 998 году илигом. До конца жизни Наср б. Али оставался Арслан-илигом или просто илигом. Иными словами, хотя формально он являлся третьим лицом в каганате после великого кагана Ахмада б. Али и младшего кагана Кадыр-хана Юусуф б. Харуна кашгарского, то фактически был, конечно, наиболее могущественным из Караханидов, а его владения — самыми обширными.
Довольно скоро эти владения пришлось отстаивать в борьбе с Саманидом Исмаилом ибн Нухом, который в 1000 году сумел бежать из узгендского заточения и, приняв лакаб аль-Мунтасир «победоносный», попытался отвоевать наследие предков. На первых порах ему сопутствовал успех. Но в том же 1000/1001 году при приближении главных сил Насра он вынужден был очистить долину Зерафшана и бежать в Хорасан.
В начале 1005 года саманид аль-Мунтасир погиб в Хорасане, а в Мавераннахре же окончательно утвердились Караханиды. В 1004/1005 году Исфиджаб окончательно вошёл в состав Караханидского каганата.
Что же касается областей к югу от Амударьи, то еще в 999 году, когда Наср занял Бухару, тюрк Махмуд Газневи провозгласил себя независимым повелителем Хорасана. Заинтересованный в спокойствии своих северных границ, Махмуд в 1001 году отправил посольство к Насру ибн Али и заключил скрепленный браком с его дочерью договор о границе между двумя государствами по Амударье. 
Пока шла борьба с аль-Мунтасиром, Наср ибн Али соблюдал условия договора, но затем проявились притязания на всё саманидское наследие. В 1007 году Наср б. Али заключил союз с Караханидом Кадыр-ханом Йусуфом и перешел Амударью с большим войском, но 4 января 1008 года в битве близ Балха потерпел поражение от войск Газневидского государство. Движение Караханидов на юг надолго приостановилось, а границей между газневидскими и караханидскими владениями стала Амударья.

### Смерть
Наср ибн Али скончался в 1012 году.